# Willem II in het seizoen 1959/60
Het seizoen 1959/1960 was het zesde jaar in het bestaan van de Tilburgse betaaldvoetbalclub Willem II. De club kwam uit in de Eredivisie en eindigde daarin op de achtste plaats.

## Wedstrijdstatistieken

### Eredivisie
|       | ADO   | Ajax  | Blauw-Wit | DOS   | DWS/A | Elinkwijk | Sportclub Enschede | Feijenoord | Fortuna '54 | MVV   | NAC   | PSV   | Rapid JC | Sittardia | Sparta | Volendam | VVV   |
| ----- | ----- | ----- | --------- | ----- | ----- | --------- | ------------------ | ---------- | ----------- | ----- | ----- | ----- | -------- | --------- | ------ | -------- | ----- |
| Thuis | 3 – 0 | 2 – 4 | 2 – 2     | 4 – 1 | 1 – 2 | 3 – 1     | 2 – 1              | 0 – 4      | 5 – 1       | 3 – 1 | 3 – 4 | 3 – 4 | 3 – 2    | 2 – 1     | 3 – 3  | 2 – 1    | 0 – 2 |
| Uit   | 3 – 3 | 2 – 2 | 0 – 1     | 2 – 1 | 4 – 0 | 2 – 0     | 4 – 2              | 0 – 0      | 2 – 2       | 2 – 3 | 3 – 1 | 2 – 2 | 2 – 2    | 1 – 1     | 2 – 0  | 2 – 2    | 2 – 2 |

## Statistieken Willem II 1959/1960

### Eindstand Willem II in de Nederlandse Eredivisie 1959 / 1960
| Stand | Gespeeld | Gewonnen | Gelijk | Verloren | Punten | Doelpunten voor | Doelpunten tegen |
| ----- | -------- | -------- | ------ | -------- | ------ | --------------- | ---------------- |
| 8e    | 34       | 11       | 11     | 12       | 33     | 65              | 69               |

### Topscorers
| Competitie \| # \| Naam \| \| \| ------ \| ------------------------- \| -- \| \| 1. \| Coy Koopal \| 17 \| \| 2. \| Piet Timmermans \| 14 \| \| 3. \| Kurt Zaro \| 9 \| \| 4. \| Piet de Jong \| 8 \| \| 5. \| Frans van de Luijtgaarden \| 7 \| \| 6. \| Frans Stallen \| 4 \| \| 7. \| Gerrit de Wit \| 3 \| \| 8. \| Jan Brooijmans \| 1 \| \| 8. \| Nico van Elderen \| 1 \| \| 8. \| Ad Smolders \| 1 \| \| Totaal \| Totaal \| 65 \| |                           |      |
| # | Naam                      | Goal |
| 1. | Coy Koopal                | 17   |
| 2. | Piet Timmermans           | 14   |
| 3. | Kurt Zaro                 | 9    |
| 4. | Piet de Jong              | 8    |
| 5. | Frans van de Luijtgaarden | 7    |
| 6. | Frans Stallen             | 4    |
| 7. | Gerrit de Wit             | 3    |
| 8. | Jan Brooijmans            | 1    |
| 8. | Nico van Elderen          | 1    |
| 8. | Ad Smolders               | 1    |
| Totaal | Totaal                    | 65   |

## Voetnoten
ADO ·
Ajax ·
Blauw-Wit ·
DOS ·
DWS/A ·
Elinkwijk ·
Sportclub Enschede ·
Feijenoord ·
Fortuna '54 ·
MVV ·
NAC ·
PSV ·
Rapid JC ·
Sittardia ·
Sparta ·
Volendam ·
VVV ·
Willem II